# Gnophos minorasiaticus
Gnophos minorasiaticus är en fjärilsart som beskrevs av Eugen Wehrli 1936. Gnophos minorasiaticus ingår i släktet Gnophos och familjen mätare. Inga underarter finns listade i Catalogue of Life.